# پودواله (استان اشوی‌داشکسیه)
پودواله (به لهستانی: Podwale) یک منطقهٔ مسکونی در لهستان است که در گمینا پاتسانوو واقع شده‌است. پودواله ۱۴۰ نفر جمعیت دارد.